# Телеклид
Телеклид (грч. Τηλεκλείδης, 5. век п. н. е.) био је атински комедиограф који је стварао у оквиру старе атичке комедије. Однео је три победе на Великим Дионисијама, од којих прву око 445. п. н. е., те пет победа на Ленејама, од којих прву око 440. п. н. е. Из тога се закључује да његово стваралаштво пада отприлике у исто време када и Кратесово и Кратиново, а да се можда делимично поклапа и са стваралаштвом Аристофана, који је био млађи од Телеклида.
Телеклиду се приписује осам комедија, међу којима је ових шест наслова:
- Амфиктионци (Ἀμφικτύονες)
- Истинољупци (Ἀψευδεῖς)
- Еумениде (Εὐμενίδες)
- Хесиоди (Ἡσίοδοι)
- Притани (Πρυτάνεις)
- Жестоки момци (Στερῤῥοί)

Сачувани су знатни фрагменти, од којих су нарочито занимљиви они у којима песник напада Перикла. Неке оф тих нападе парафразира и Плутарх у Перикловом животу: "А Телеклид вели да Перикле седи час у граду, где му се глава пуши од тешких послова, а час му из главе простране као одаја са једанаест лежишта избија силна грмљавина". С друге стране, у Никијином животу Плурарх цитира ове речи којима Телеклид хвали Никију: "тај је човек мој друг, мудрим га сматрам" Аугуст Меинеке спекулисао је да је овај други цитат написан убрзо након након што је Тукидид остракизмом прогнан из Атине и након што је Перикле учврстио своју моћ 444. п. н. е.
У Перикловом животу Плутарх пише и ово: "Међу овима се, кажу, нашао и Ефијалт, који је сломио политичку моћ Ареопага и грађанима, како каже Платон, 'наточио чашу пуне и непомешане слободе'. Од тога се народ, да говорим с комедиографима, 'толико разуларио да већ никако није могао да буде покоран, него је Еубеју гризао и наваљивао на острва'". Тхеодор Бергк сматрао је да овај цитат, који се односи на покоравање Еубеје које је извршио Перикле 445. п. н. е., треба приписати Телеклиду, а исто тако и један фрагмент код Херодијана у вези с Егином, који се вероватно односи на протеривање Егињана 431. п. н. е.